# Picard (satellite)
Pour les articles homonymes, voir Picard (homonymie).
Picard est un satellite scientifique français qui a pour mission d'améliorer la connaissance des phénomènes physiques qui régissent le fonctionnement du Soleil et d'étudier l'influence de l'activité solaire sur le climat de la Terre. La mission est financée et pilotée par le CNES, agence spatiale française. Picard est un microsatellite de 150 kg placé sur une orbite héliosynchrone de 725 km le 15 juin 2010 par un lanceur Dnepr depuis le cosmodrome de Iasny. L'orbite choisie permet aux instruments de pointer en permanence vers le Soleil qui est toujours visible pour le satellite. La date de lancement retenue, initialement début 2010, doit permettre à Picard d'observer le Soleil durant la phase ascendante du 24e cycle solaire entamé en 2008 et qui doit culminer en 2013. Il est prévu que le satellite fonctionne au minimum 2 ans.

## Contexte
La mission s'inscrit dans un ensemble de missions spatiales solaires en cours qui remplissent des objectifs convergents : les satellites SoHO et SORCE qui mesurent le spectre du rayonnement solaire et la constante solaire ; des mesures de ces deux grandeurs sont également effectuées depuis la Station spatiale internationale début 2008. Solar-B et STEREO observent les couches extérieures de l'atmosphère solaire ; enfin le satellite Solar Dynamics Observatory, lancé le 11 février 2010, doit mesurer la distribution du champ magnétique et effectuer un sondage profond de l'intérieur solaire. Le satellite Suomi NPP lancé le 28 octobre 2011 doit assurer la relève de Picard.

## Le satellite
Le satellite Picard utilise une plate-forme Myriade développée par le CNES pour les microsatellites d'une masse d'environ 120 kg. Pour le contrôle d'attitude, celle-ci utilise des viseurs d'étoiles, des capteurs solaires, un magnétomètre, des gyromètres, des magnéto-coupleurs et des roues de réaction.
Le satellite embarque trois instruments de mesure :
1. SOVAP (SOlar VAriability PICARD), mesure l'irradiance solaire totale. Cet instrument, fourni par l'Institut royal météorologique de Belgique (IRMB), est constitué d'un radiomètre différentiel absolu et d'un capteur bolométrique. L'instrument est déjà embarqué sur plusieurs missions précédentes (Station spatiale…).
2. PREMOS (PREcision MOnitor Sensor), mesure l'irradiance spectrale solaire grâce à trois photomètres : deux canaux analysent le rayonnement ultraviolet) qui joue un rôle essentiel dans la photochimie de l'ozone, un canal observe la lumière visible et deux l'infrarouge. Enfin l'irradiance solaire totale est également mesurée par un radiomètre absolu différentiel. L'instrument est fourni par le Physikalisch-Meteorologisches Observatorium Davos en Suisse.
3. SODISM (SOlar Diameter Imager and Surface Mapper), développé par le Laboratoire atmosphères, milieux, observations spatiales (LATMOS), est un télescope imageur de 11 cm de diamètre associé à un capteur photographique CCD ayant une résolution de 2048 × 2048 pixels. Il doit permettre de mesurer le diamètre du Soleil avec une précision en cible inégalée d'un milliarcseconde. Il doit également permettre d'étudier la forme du Soleil, son activité et effectuer un sondage de l'intérieur solaire par la méthode de l'héliosismologie.

## Jean Picard et la mesure du diamètre du Soleil
La mission tire son nom de l'astronome français du XVIIe siècle Jean Picard, qui mesure avec précision le diamètre du Soleil pour déterminer l'excentricité de l'orbite terrestre (si celle-ci est excentrique, la distance au Soleil et donc sa taille apparente varie au cours de l'année). Ces mesures coïncident avec une période froide du climat de la Terre dite minimum de Maunder et les données obtenues par Picard montrent que le Soleil a alors un diamètre plus grand d'une demi-seconde d'arc. Mais depuis la corrélation entre climat, activité solaire et diamètre du Soleil n'a pas établie avec certitude car les mesures effectuées depuis le sol fournissent des résultats contradictoires. La mission Picard, grâce à son instrument SODISM qui s'affranchit des turbulences de l'atmosphère, a pour objectif de fournir des mesures plus précises que celles réalisées jusque-là.

## Objectifs scientifiques
La mission PICARD a deux objectifs scientifiques :

### L'étude de l'origine des variations de l'activité solaire
Le Soleil est régi par un ensemble de phénomènes physiques qui font l'objet d'hypothèses donnant naissance à des modèles. Pour valider ceux-ci, les résultats théoriques obtenus à partir de ces représentations sont confrontés aux mesures recueillies par différents instruments chargés d'observer le Soleil depuis la Terre ou l'espace. Les grandeurs mesurées sont le champ magnétique solaire, l'irradiance solaire totale, le spectre solaire, la distribution des régions actives à la surface du Soleil, les variations du diamètre de l'astre et l'héliosismologie c'est-à-dire les mouvements sismiques du Soleil. Le coefficient, utilisé dans les modèles, qui combine luminosité et rayon du Soleil est particulièrement imprécis (écart de 1 à 100 selon les mesures effectuées). Une meilleure connaissance, à laquelle doit contribuer les mesures effectuées par Picard, permet d'accroître sensiblement la pertinence des modèles.

### L'activité solaire et les variations du climat terrestre
L'étude des variations du climat de la Terre sur de longues périodiques met en évidence un lien entre certains épisodes climatiques et l'action du Soleil. La variation des quantités d'énergie fournies par le Soleil a des répercussions sur le climat terrestre. C'est ainsi que les glaciations s'expliquent par des modifications (sur des milliers d'années) de l'orbite de la Terre (paramètres de Milanković) qui éloignent périodiquement celle-ci du Soleil et altèrent son inclinaison. Les variations de l'activité solaire jouent également un rôle sur des périodes plus courtes mais les modèles actuels ne permettent pas de reconstituer avec précision les variations de la quantité d'énergie au cours des cycles solaires passés ce qui dégrade la qualité du modèle climatique terrestre élaboré en partie avec ces données. Actuellement les scientifiques ne peuvent prévoir l'activité solaire que de manière relativement empirique et sur quelques années faute de disposer de mesures suffisamment précises. Dans l'hypothèse d'un réchauffement climatique, la prévision de l'évolution à moyen terme de l'activité solaire devient nécessaire. Le satellite Picard utilise des méthodes de mesure du diamètre solaire qui doivent faciliter la détermination des tendances à long terme.
Par ailleurs, les données disponibles, notamment sur le minimum de Maunder, semblent attester d'une évolution très rapide du climat lorsque l'énergie fournie par le Soleil diminue. Cette réaction est mal expliquée compte tenu de l'inertie thermique que doit opposer la présence des océans sur Terre. Mais on constate que le cycle solaire affecte de manière beaucoup plus importante le rayonnement ultraviolet (8 % d'écart) que l'irradiance solaire totale (0,1 %) ce qui peut être à l'origine de la rapidité des changements climatiques. Les instruments de Picard ainsi que des installations au sol travaillant en synergie avec ceux-ci doivent tenter de confirmer cette théorie en mesurant la réponse de la stratosphère aux variations du rayonnement ultraviolet,.